# Escolca
Escolca – miejscowość i gmina we Włoszech, w regionie Sardynia, w prowincji Cagliari. Graniczy z Gergei, Gesico, Mandas, Serri, Barumini i Villanovafranca.
Według danych na rok 2004 gminę zamieszkiwały 692 osoby, 49,4 os./km².